# دوانگاکسورن چایدی
دوانگاکسورن چایدی (انگلیسی: Duangaksorn Chaidee؛ زادهٔ ۱۱ اوت ۱۹۹۷) وزنه‌بردار اهل تایلند است.